# Critot
Critot é uma comuna francesa na região administrativa da Normandia, no departamento de Sena Marítimo. Estende-se por uma área de 7 km². Em 2010 a comuna tinha 471 habitantes (densidade: 67,3 hab./km²).